# Tang Xianzu
Pour les articles homonymes, voir Tang.
Œuvres principales
Le Pavillon aux pivoines
Tang Xianzu (chinois simplifié : 汤显祖 ; chinois traditionnel : 湯顯祖, pinyin Tāng Xiǎnzǔ), né le 24 septembre 1550 à Linchuan (Jiangxi), mort le 29 juillet 1616, est un dramaturge chinois de l'époque Ming.

## Biographie
Loin du centre du pouvoir au Nord, des courants de pensée contestataires se sont développés autour de la région de Nankin, ancienne capitale du Sud. Ainsi, Luo Rufang (en) (1515-1588), critique à l'égard de la politique du premier ministre d'alors, Zhang Juzheng, a été l'un des maîtres de Tang Xianzu adolescent. Tang a lui-même par la suite partagé ces points de vue critiques à l'égard du pouvoir, ce qui lui vaut ses échecs à l'examen du doctorat.
À quatorze ans, Tang Xianzu est bachelier, licencié à vingt-et-un ans. En 1576, il est étudiant du Collège impérial de Nankin. Ce n'est qu'à la quatrième tentative depuis 1571, qu'il est enfin reçu à l'examen du doctorat en 1583 (le premier ministre Zhang Juzheng étant mort en 1582). Il est fonctionnaire à Nankin en 1584 ou 1585, dans un poste subalterne. Pour avoir critiqué le gouvernement en 1591, il est exilé dans le Guangdong. Magistrat dans le Zhejiang à partir de 1593, il s'y montre d'esprit réformateur. Il prend sa retraite en 1598 et meurt en 1616, la même année que Shakespeare,.

## Œuvre

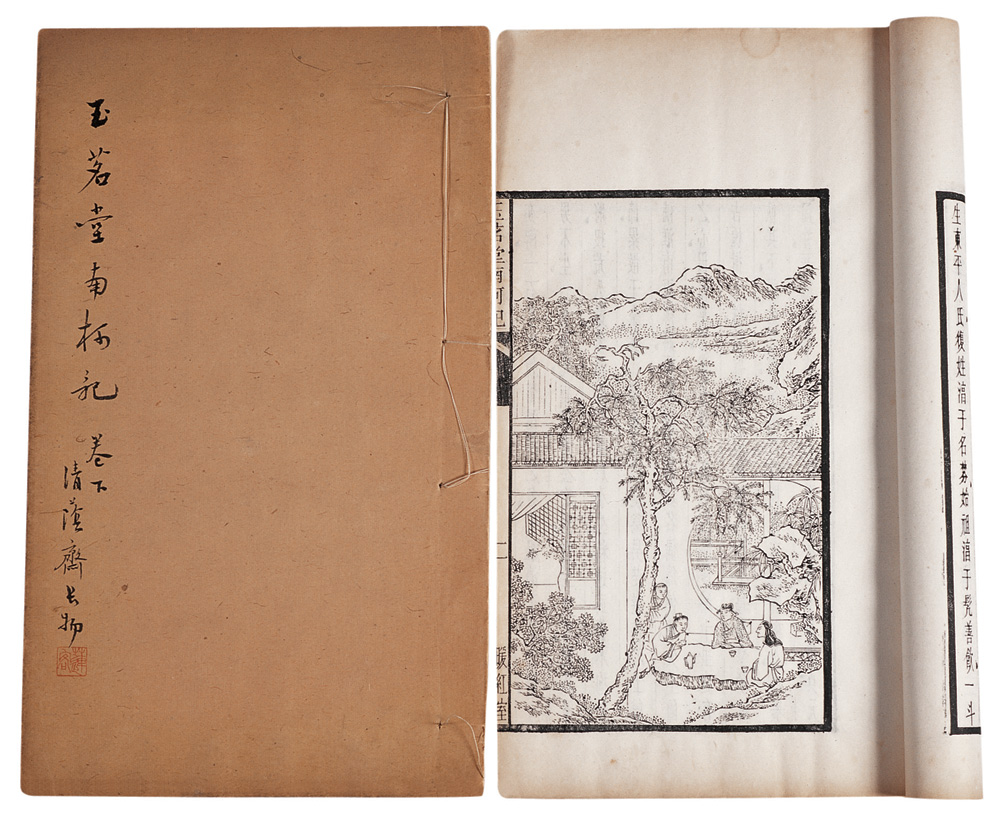
Illustration pour L'Arbre du Sud

Tang Xianzu est l'auteur d'un recueil de poèmes, Hongquan yicao (Source écarlate, herbe sereine). Un deuxième recueil est aujourd'hui perdu. Il est aussi l'auteur de cent quarante-trois poèmes et trois textes en prose rythmée écrits entre 1577 et 1579.
Dramaturge, Tang Xianzu est l'auteur de quatre pièces. Hormis Le Pavillon aux pivoines, elles sont librement inspirées de nouvelles (chuanqi) des Tang. Ces quatre pièces sont connues sous le nom des « Quatre rêves de Yumintang (zh) », du nom de son studio, et parce que chacune a pour sujet un rêve. Elles privilégient le cœur au détriment de la raison et critiquent la politique et la corruption de son temps.
Tang Xianzu écrit une pièce inachevée, La Flûte pourpre (Zixiaoji), en trente-quatre actes, après son échec à l'examen du doctorat en 1577. Elle est adaptée d'une nouvelle des Tang, la Biographie de Petit-Jade Huo. La pièce est vite interdite par le pouvoir. Réécrite en 1587, elle devient l'Épingle pourpre (Zichai ji), en cinquante-trois actes. Tang Xianzu n'y fait pas de l'amant un traitre, contrairement à la nouvelle,.
Le Pavillon aux pivoines (Mudanting), son chef-d'œuvre, date de 1598, L'Arbre du Sud (zh) (Nanke ji) de 1600 et L'Histoire de Handan (zh) (Handan ji) de 1601. L'Arbre du Sud est inspirée d'une nouvelle du même nom de Li Gongzuo et L'Histoire de Handan d'une nouvelle de Shen Jiji, Le Songe dans l'oreiller,.

## Traduction
- Tang Xianzu (trad. André Lévy, préf. André Lévy), Le Pavillon aux pivoines, Festival d'automne à Paris/Musica Falsa, 1999 (1re éd. 1998), 412 p. (ISBN 2-9512386-2-2)
- L’Oreiller magique, trad. André Lévy, éditions MF, coll. « Frictions », 2007.